# ISO 639-1
ISO 639-1 je první část mezinárodního standardu ISO 639 definujícího kódy jazyků. Tato norma sestává ze 136 dvoupísmenných kódů. Například čeština je identifikována kódem cs, angličtina en (podle English), němčina de (Deutsch). Kódy jsou definovány pro většinu hlavních světových jazyků; norma nezahrnuje strojové jazyky (např. programovací), ale obsahuje i některé umělé jazyky (esperanto s kódem eo či interlingua s ia). Tento standard tvoří podmnožinu standardu ISO 639-2 (který používá trojpísmenné kódy).
Kódy ISO 639-1 jsou tvořeny dvěma písmeny anglické abecedy, přičemž je snaha o přidělení zapamatovatelných kódů vycházejících z pojmenování jazyka v něm samém (to však neplatí u všech jazyků; u některých starších kódů je východiskem anglické pojmenování, např. japonština používá kód ja). Registrační autoritou pro kódy ISO 639-1 je Infoterm (International Information Center for Terminology).
Standardem se stal v roce 2002, ale jako návrh existoval již několik let předtím. Kódy ISO 639-1 tvoří základ kódů IETF, které byly zavedeny v březnu 1995 v RFC 1766 (a dále aktualizovány v RFC 3066 z ledna 2001 a v RFC 4646 ze září 2006). V Česku byl standard v říjnu 2003 převzat jako ČSN ISO 639-1 (01 0182).